# Asociativní pole
Asociativní pole (slangově hash podle nejčastější implementace, v některých jazycích slovník, dictionary, anglicky též map) je datová struktura složená z dvojic klíč-hodnota. Klíčem v asociativním poli bývá často textový řetězec, ale klíčem může být i číslo nebo naopak složená datová struktura. Normální pole lze považovat za speciální případ asociativního pole, u něhož klíče tvoří souvislý interval celých čísel. Některé programovací jazyky dovolují použít kombinaci sekvenčního indexování (jako u klasického pole) a asociativního indexování pole.
Význam asociativního pole spočívá v jednodušším zápisu programu, při kterém odpadají konstrukce pro vyhledávání prvku v poli.

## Implementace
Protože klíč nelze přímo použít jako číslo nebo index prvku v poli, je zapotřebí prvek podle klíče vyhledat. Nejpoužívanější metodou je mechanismus zvaný hašovací funkce (anglicky též hash function). Některé implementace používají vyhledávací stromy.

## Příklad

### JazykPerl
```
%foo
 
=
 
(
a
=>
"1"
,
 
b
=>
"10"
,
 
c
=>
"100"
);

print
 
$foo
{
c
},
 
$foo
{
b
},
 
$foo
{
a
};

```

vypíše 100101

### JazykPHP
```
$foo
 
=
 
[
"a"
=>
"1"
,
 
"b"
=>
"10"
,
 
"c"
=>
"100"
];

echo
 
$foo
[
"c"
]
.
$foo
[
"b"
]
.
$foo
[
"a"
];

```

vypíše 100101

### JazykJavaScript
```
foo
 
=
 
{
 
a
:
"1"
,
 
b
:
"10"
,
 
c
:
"100"
 
};

alert
(
 
foo
[
"c"
]
+
foo
[
"b"
]
+
foo
[
"a"
]
 
);

```

vypíše 100101

### JazykPython
```
foo
 
=
 
{
"a"
:
1
,
 
"b"
:
2
,
 
5
:
"b"
}

print
(
foo
[
"a"
],
 
foo
[
"b"
],
 
foo
[
5
])

```

vypíše 1 2 b

### JazykC++sknihovnou Qt
Pole je s určením typů (v příkladu je klíčem datový typ Qstring, hodnotou integer), v Qt je k dispozici i QMultiHash.
```
QHash
<
QString
,
 
int
>
 
hash
;

hash
[
"a"
]
 
=
 
1
;

hash
[
"b"
]
 
=
 
3
;

hash
[
"c"
]
 
=
 
7
;

out
<<
hash
[
"a"
]
<<
hash
[
"b"
]
<<
hash
[
"c"
];

```

vypíše: 137

## Programovací jazyky
Známé programovací jazyky, které mají asociativní pole implementováno jako abstraktní datový typ:
- ActionScript
- JavaScript
- Perl
- Python
- PHP

Některé programovací jazyky, které nemají přímo implementovanou podporu asociativního pole, ale obsahují implementaci tohoto typu pomocí sady funkcí nebo metod třídy v knihovnách:
- C++ – STL, třída map
- C++ – knihovna Qt
- Java – The Collections Framework, třídy implementující rozhraní Map (HashMap, TreeMap, …)